# シプラ
シプラ（英語：Cipla）は、インドマハーラーシュトラ州ムンバイに本社を置く製薬会社。インド国内ではジェネリック医薬品の筆頭格メーカーとして、国外では発展途上国向けHIV陽性患者のための低コスト治療薬の製造でも知られる。

## 概要
フワージャ・アブドゥル・ハミード博士（en:Khwaja Abdul Hamied）により設立された「ケミカル・インダストリアル・アンド・ファーマスーティカル・ラボラトリーズ（The Chemical, Industrial & Pharmaceutical Laboratories）」を起源に持ち、医薬品の製造と販売を主たる事業としている。
取扱い製品は、処方薬、一般医薬品、抗生物質、抗がん剤、抗エイズ剤、糖尿病薬、関節炎薬、心疾患薬、喘息薬、男性型脱毛症治療薬、動物用ヘルスケア用品などを製造し、北米、南米、アジア、ヨーロッパ、中東、アフリカなど世界150カ国に輸出している。
製薬施設は世界10カ国に存在し、各国の許認可機関に承認されている。
- 世界保健機関
- アメリカ食品医薬品局、アメリカ合衆国
- 治療用品管理局（en:Therapeutic Goods Administration）、オーストラリア
- 製薬査察協定、ドイツ
- 国立薬学研究所、ハンガリー
- 医薬品医療製品規制庁（en:Medicines and Healthcare products Regulatory Agency）、イギリス

## 関連外部リンク
- インドの主な医薬品メーカー